# Tetragonochora annulata
Tetragonochora annulata là một loài tò vò trong họ Ichneumonidae.